# 牛膝
牛膝（学名：Achyranthes bidentata）为苋科牛膝属的植物。

## 形态
多年生草本；圆柱形根；茎有棱角，节部膝状膨大；椭圆形至披针形的叶子对生；夏秋开绿色小花，穗状花序。

## 分布
分布于非洲、俄罗斯、越南、印度、马来西亚、菲律宾、朝鲜以及中国大陆除东北外的各地等，生长于海拔200米至1,750米的地区，常生长在山坡林下，目前尚未由人工引种栽培。

## 别名
百倍、牛茎、脚斯蹬、铁牛膝、杜牛膝、怀牛膝、怀夕、真夕、怀膝、土牛膝、淮牛膝、红牛膝、牛磕膝、牛七等。日本又称其为猪子槌。

## 用药部位
根

## 性味
性平，味苦、甘、酸。歸肝、腎經。

## 异名
- Achyranthes bidentata Bl. var. bidentata f. rubra Ho et Kuan
- Achyranthes bidentata Bl. var. japonica Miq.
- Achyranthes japonica (Miq.) Nakai
- Achyranthes ogatai Yamamoto

## 延伸阅读
[在维基数据编辑]
 《欽定古今圖書集成·博物彙編·草木典·牛膝部》，出自陈梦雷《古今圖書集成》
 《植物名實圖考·牛膝》，出自吳其濬《植物名實圖考》

## 外部連結
- 牛膝 Niuxi （页面存档备份，存于） 藥用植物圖像數據庫 (香港浸會大學中醫藥學院) （中文）（英文）
- 牛膝 中藥材圖像數據庫  (香港浸會大學中醫藥學院) （中文）（英文）
- 牛膝 中藥方劑圖像數據庫 (香港浸會大學中醫藥學院) （中文）（英文）
- 牛膝 Niu Xi （页面存档备份，存于） 中藥標本數據庫 (香港浸會大學中醫藥學院) （繁體中文）（英文）